# Cedar Lake, Kenora District
Cedar Lake är en sjö i Kanada.   Den ligger i Kenora District och provinsen Ontario, i den sydöstra delen av landet, 1 400 km väster om huvudstaden Ottawa. Cedar Lake ligger 360 meter över havet.
I omgivningarna runt Cedar Lake växer i huvudsak blandskog. Trakten runt Cedar Lake är nära nog obefolkad, med mindre än två invånare per kvadratkilometer.